# リーハイ郡 (ペンシルベニア州)
リーハイ郡（英: Lehigh County）は、アメリカ合衆国ペンシルベニア州の東部、リーハイ・バレーに位置する郡である。人口は37万4557人（2020年）。郡庁所在地は州内第3の都市アレンタウンで、同郡で人口最大の都市である。郡内にはベスレヘムの西側が含まれ、6つのボロ、14のタウンシップがある。州内67郡の中で人口では第11位である。
リーハイ郡は州の中で人口成長速度の高い郡であり、2010年から2012年の増加率では国内でも高い方で第79位だった。
リーハイ郡は1730年頃に入植が行われ、1812年にノーサンプトン郡が分割されて郡として設立された。郡名はリーハイ川から採られ、リーハイ川の名前はレナペ族インディアンの言葉で、「川が分かれる所」を意味する "Lechauweki" あるいは "Lechauwekink" から派生していた。

## 地理

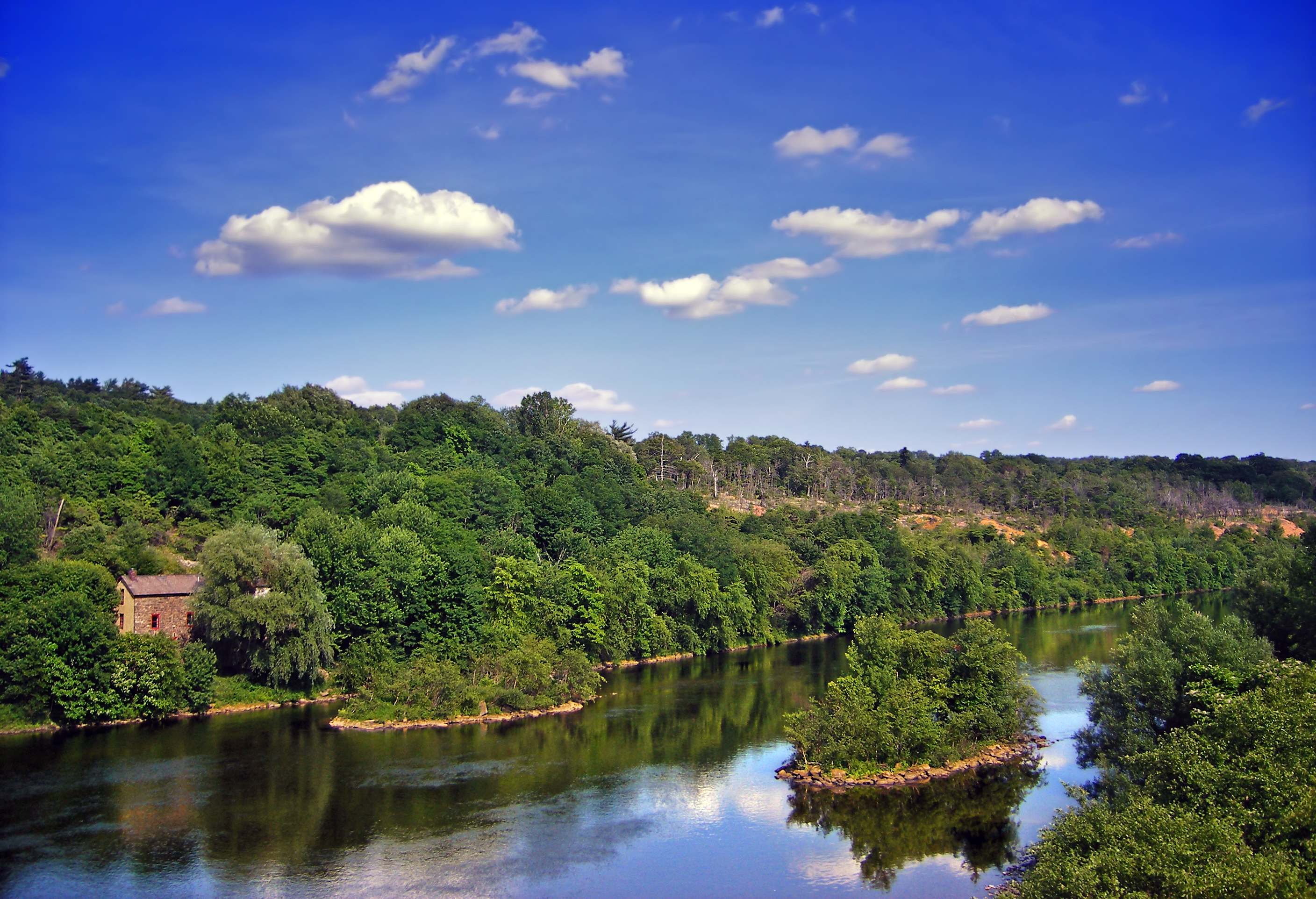
リーハイ郡とノーサンプトン郡境スラティントン近くのリーハイ川（2007年）

アメリカ合衆国国勢調査局に拠れば、郡域全面積は349平方マイル (903.9 km2)であり、このうち陸地347平方マイル (898.7 km2)、水域は2平方マイル (5.2 km2)で水域率は0.48%である。

### 地形
リーハイ郡とノーサンプトン郡の全域を含むリーハイ・バレーは、北縁がアパラチア山脈の1尾根であり、標高が1,300フィート (396 m) から1,604フィート (489 m) のブルー山になっている。南縁は標高が700フィート (213 m) から1,100フィート (335 m) のサウス山であり、2つの郡の南部を分けている。郡内最高地点はタスカローラ層礫岩の集合体であるベイクオーブン・ノブであり、標高は郡北西部ハイデルバーグ・タウンシップにあるブルー山の主尾根より100フィート (30 m) 高い。
リーハイ郡はデラウェア川水系にある。郡域の大半はリーハイ川とその支流に排水されるが、郡南部はパーキオメン・クリーク、北西部はメイドン・クリークを介してスクーカル川に流れる。

### 交通

#### 空港
郡内主要空港はリーハイ・バレー国際空港 (IATA: ABE, ICAO: KABE)であり、ハノーバー・タウンシップ、アレンタウン市の北東3マイル (5 km) にある。
アレンタウンのリーハイ通り近くにはアレンタウン・クイーンシティ市民空港もあり、2本の滑走路を備えた一般用途空港である。この空港は民間利用が多く、2006年には連邦航空局の東部地域から年間一般用途空港として表彰された。

#### 公共交通機関
郡内の公共バス交通はリーハイ・アンド・ノーサンプトン交通公社が運行している。ビーバーツアウェイズ、サスケハナ・トレイルウェイズ、トランス・ブリッジ線など民間のバス便が、アレンタウンからニューヨーク市の港湾局バスターミナル、フィラデルフィアのグレイハウンド・ターミナル、アトランティックシティのバスターミナルなどへ都市間輸送を行っている。

#### 主要高規格道路
- 州間高速道路78号線
- 州間高速道路476号線

- アメリカ国道22号線
- アメリカ国道222号線

- ペンシルベニア州道29号線
- ペンシルベニア州道100号線
- ペンシルベニア州道143号線
- ペンシルベニア州道145号線
- ペンシルベニア州道222号線
- ペンシルベニア州道309号線
- ペンシルベニア州道329号線
- ペンシルベニア州道378号線
- ペンシルベニア州道863号線
- ペンシルベニア州道873号線
- ペンシルベニア州道987号線

- シーダークレスト・ブールバード
- リーハイ通り

### 隣接する郡
- カーボン郡 - 北
- ノーサンプトン郡 - 北東、東
- バックス郡 - 南東
- モンゴメリー郡 - 南
- バークス郡 - 南西、西
- スクーカル郡 - 北西

## 気候
リーハイ郡大半の気候は湿潤大陸性気候帯にあると考えられる。夏は通常暑くて蒸す。秋と春は穏やかであり、冬は寒い、降水量は年間を通じてほぼ均一である。
アレンタウンでは、1月の平均最低気温が-6 ℃ (21 °F)、最高気温が1.3 ℃ (34.3 °F) である。過去最低気温は1912年に記録された-26.7 ℃ (16.1 °F) である。7月の平均最低気温は17.6 ℃ (63.7 °F)、最高気温は29.2 ℃ (84.6 °F) であり、朝の相対湿度は82%である。過去最高気温は1966年に記録された40.6 ℃ (105.1 °F) だった。初冬と仲冬は概して乾燥し、10月が最も乾燥する月であり、平均降水量は74.7 mm である。
降雪量は変化があり、僅かにしか降らない冬があれば、かなりの降雪を見る冬もある。平均降雪量は年間82.3 cm (32.4 インチ) である。1月と2月が多くそれぞれ月間22.86 cm  (9.00 インチ) 以上となる。雨は年間を通じて均一であり、月間の降水日は8日から12日である。年間では 1105.4 mm (43.52 インチ) である。

## 人口動態

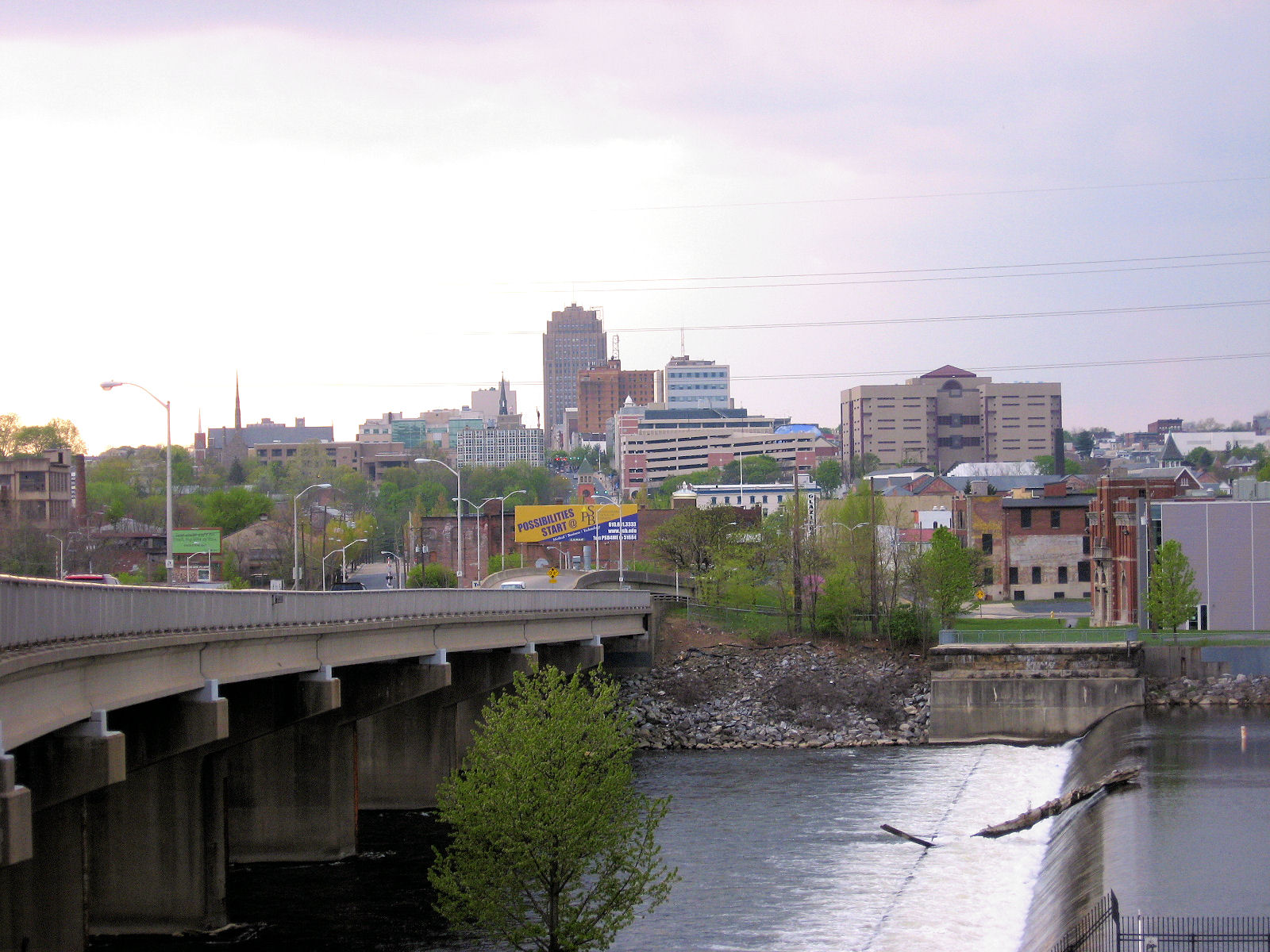
アレンタウン（2010年）

以下は2000年国勢調査による人口統計データである。
| 基礎データ - 人口: 312,090人 - 世帯数: 121,906 世帯 - 家族数: 82,164 家族 - 人口密度: 348人/km2（900 人/mi2） - 住居数: 128,910 軒 - 住居密度: 144軒/km2（372軒/mi2） 人種別人口構成（ ）内は2010年データ - 白人: 87.02% (71.6%) - アフリカン・アメリカン: 3.56% (6.1%) - ネイティブ・アメリカン: 0.18% (0.4%) - アジア人: 2.10% (2.9%) - 太平洋諸島系: 0.04% (0.0%) - その他の人種: 5.28% (8.6%) - 混血: 1.83% (2.9%) - ヒスパニック・ラテン系: 10.22% (18.8%) 先祖による構成 - ドイツ系：27.1% - イタリア系：7.9% - アイルランド系：7.7% - ペンシルベニア・ジャーマン系：6.2% - アメリカ人：5.6% 言語による構成 - 英語：85.0% - スペイン語：8.4% - アラビア語：1.2% | 年齢別人口構成 - 18歳未満: 23.9% - 18-24歳: 8.1% - 25-44歳: 29.2% - 45-64歳: 23.0% - 65歳以上: 15.8% - 年齢の中央値: 38歳 - 性比（女性100人あたり男性の人口） - 総人口: 93.2 - 18歳以上: 89.6 世帯と家族（対世帯数） - 18歳未満の子供がいる: 30.6% - 結婚・同居している夫婦: 53.0% - 未婚・離婚・死別女性が世帯主: 10.5% - 非家族世帯: 32.6% - 単身世帯: 27.1% - 65歳以上の老人1人暮らし: 11.2% - 平均構成人数 - 世帯: 2.48人 - 家族: 3.02人 |

## 政治
2010年1月時点でリーハイ郡には223,867 人の登録有権者がいた。
- 民主党: 112,412 (50.21%)
- 共和党: 76,904 (34.35%)
- その他の政党: 34,551 (15.43%)

リーハイ郡と隣接するノーサンプトン郡はアメリカ合衆国下院議員ペンシルベニア州第15選挙区に属している。この選挙区は常に激戦区であり共和党も民主党も勝ち続けることができない。民主党の登録有権者数が多いが、2004年、2006年、2008年と共和党のチャーリー・デントを選び、その前の3回も共和党のパット・トゥーミーを選んだ。2004年アメリカ合衆国大統領選挙では、ジョン・ケリーが辛うじてジョージ・W・ブッシュを抑え、2008年の選挙では州全体の民主党候補全てを支持し、バラク・オバマはジョン・マケインに対して15ポイント以上の差を付けた。
2004年11月の選挙では州全体の当選者5人がすべてリーハイ郡を制した。郡レベルの政治では昔から共和党が優勢だったが、最近では民主党が勢いを得ている。リーハイ郡の郡誠意委員会は9人の委員で構成され、4人は郡全体を選挙区に、5人は小選挙区から選ばれている。
リーハイ郡は、アメリカ合衆国下院議員ペンシルベニア州第15選挙区に属し、2013年時点では共和党議員を選出している。ペンシルベニア州議会上院では第16、第18、第24および第29選挙区に属しており、下院では第131、第132、第133、第134、第135、第183および第187選挙区に属している。2013年時点で上院は共和党3人、民主党1人、下院は共和党4人、民主党3人を選出している。

## 都市と町

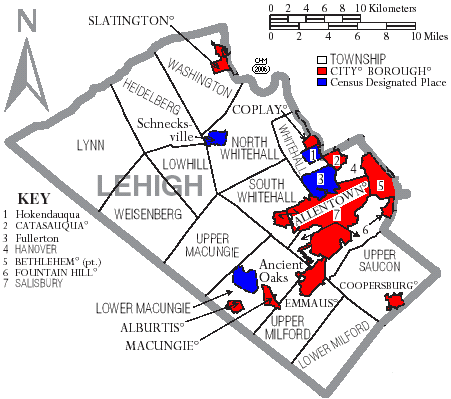
リーハイ郡の自治体、ボロは赤、タウンシップは白、国勢調査指定地域は青

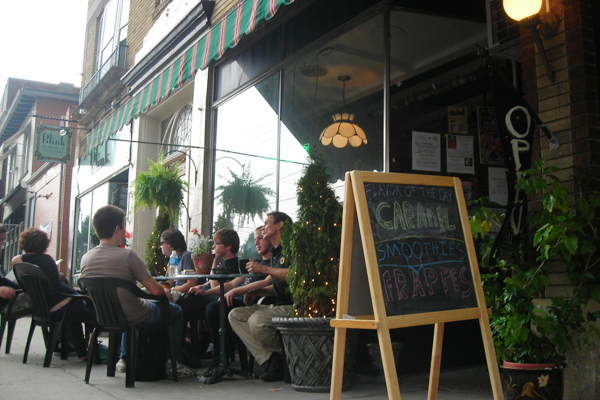
アレンタウンのウェストエンド、19番通りには若者が集まる（2007年）

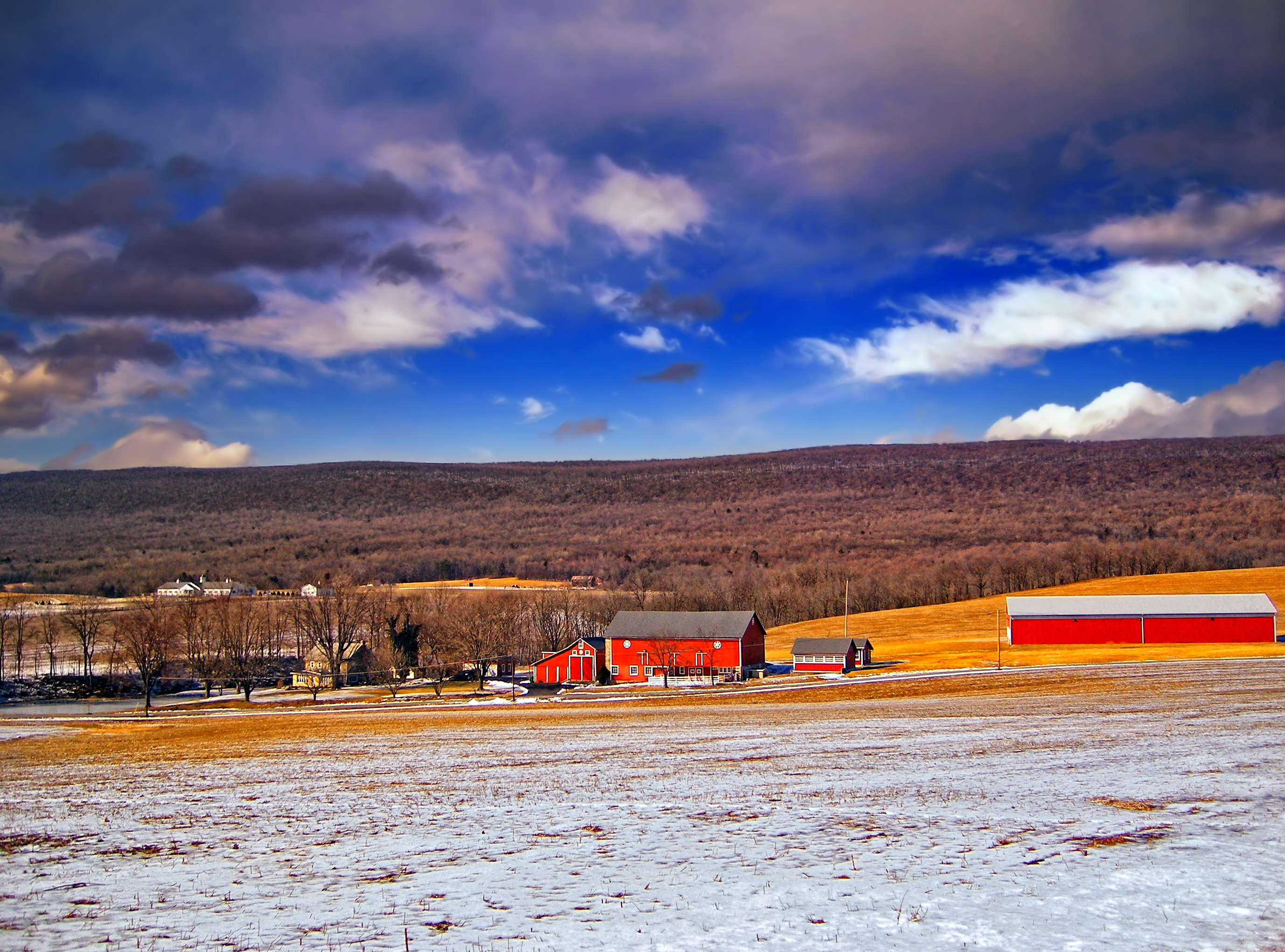
リン・タウンシップの農園（2008年）

ペンシルベニア州法の下では4種類の自治体がある。市、ボロ、タウンシップ、町である。

### 都市
| - アレンタウン - 郡庁所在地 - ベスレヘム（大半はノーサンプトン郡内） |

### ボロ
| - アルバーティス - カタソーカ - クーパーズバーグ - コプレイ | - エマウス - ファウンテンヒル - マカンジー - スラティントン |

### タウンシップ
| - ハノーバー - ハイデルバーグ - ローワー・マカンジー - ローワー・ミルフォード - ローヒル | - リン - ノース・ホワイトホール - ソールズベリー - サウス・ホワイトホール - アッパー・マカンジー | - ミルフォード - ミルフォード・ソーコン - ワシントン - ワイゼンバーグ - ホワイトホール |

### 国勢調査指定地域
国勢調査指定地域はアメリカ合衆国国勢調査局が人口統計データを取るために設定した地域である。州法の下では実際の司法権が及ぶ範囲ではない。村などその他の未編入領域も下記に挙げる。
| - エンシャントオークス - ブライニグスビル - セメントン - セトロニア | - デサレスユニバーシティ - ドーニービル - イージプト - フラートン | - ホーケンドーカ - ローリーズステーション - ニュートリポリ - スケネクスビル | - スレイトデール - スタイルズ - トレクスラータウン - ウィスコズビル |

### 著名な村
| - センターバレー - イーストテキサス - フォーゲルスビル - ジャーマンズビル - ガスビル | - アイアントン - クーンズビル - ラナーク - ライムポート - リンポート | - メカニクスビル - マイアーズビル - ネフス - オアフィールド - プレザントコーナーズ | - シェラーズビル - シマービル - サミットローン - ベラクルス - ウォルバート | - ウィスコズビル - ザイオンスビル |

## 教育

### 高等教育機関（4年制）
- シダークレスト大学（アレンタウン）
- デサレス大学（英語版）（センターバレー）
- ミューレンバーグ・カレッジ（英語版）（アレンタウン）
- ペンシルベニア州立大学リーハイ・バレー校（英語版）、センターバレー

### 高等教育機関（2年制）
- バウム芸術学校（英語版）、アレンタウン
- リーハイ・カーボン・コミュニティ・カレッジ – メインキャンパスはスケネクスビル、他にドンリーセンター、アレンタウン
- リーハイ・バレー・カレッジ、センターバレー
- リンカーン工業学校、アレンタウン

### 公共教育学区
- アレンタウン教育学区
  - ウィリアム・アレン高校、アレンタウン

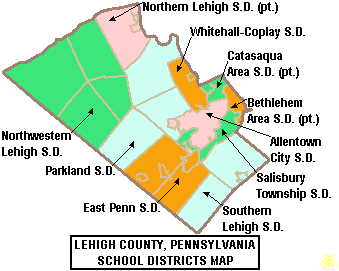
リーハイ郡教育学区の区分図

  - ルイス・E・ディーラフ高校、アレンタウン
  - フランシス・D・ラウブ中学校
  - ハリソン・モートン中学校
  - サウス・マウンテン中学校
  - トレクスラー中学校
- カタソーカ地域教育学区
  - カタソーカ高校、ノーサンプトン
  - カタソーカ中学校
- イースト・ペン教育学区
  - エマウス高校、エマウス
  - アイア中学校、マカンジー
  - ローワー・マカンジー中学校、マカンジー
- 北リーハイ教育学区
  - 北リーハイ高校、スラティングトン
  - 北リーハイ中学校、スラティングトン
- 北西リーハイ教育学区
  - 北西リーハイ高校、ニュー・トリポリ
- パークランド教育学区
  - パークランド高校、サウス・ホワイトホール・タウンシップ
  - オアフィールド中学校、オアフィールド
  - スプリングハウス中学校、アレンタウン
- ソールズベリー・タウンシップ教育学区
  - ソールズベリー高校、ソールズベリー・タウンシップ
  - ソールズベリー中学校
- 南リーハイ教育学区
  - 南リーハイ高校、センターバレー
- ホワイトホール・コプレイ教育学区
  - ホワイトホール・高校、ホワイトホール・タウンシップ
  - ホワイトホール・コプレイ中学校

### 私立高校とチャータースクール
- アレンタウン中央カトリック高校、アレンタウン
- リーハイ職業訓練学校、スケネクスビル
- リーハイ・バレー・クリスチャン高校、アレンタウン
- ロバート・クレメント・チャータースクール、アレンタウン
- セイラム・クリスチャン学校、マカンジー
- セブン・ジェネレーションズ・チャータースクール、エマウス

## メディア
リーハイ郡はフィラデルフィア放送メディア市場に属しているが、ニューヨークのラジオやテレビを視聴できる。郡内を本拠とするメディアとしては、アレンタウンの日刊紙「ザ・モーニング・コール」、テレビ局2つがある。他にAMラジオ局やFMラジオ局もある。

### 公園とレクリエーション

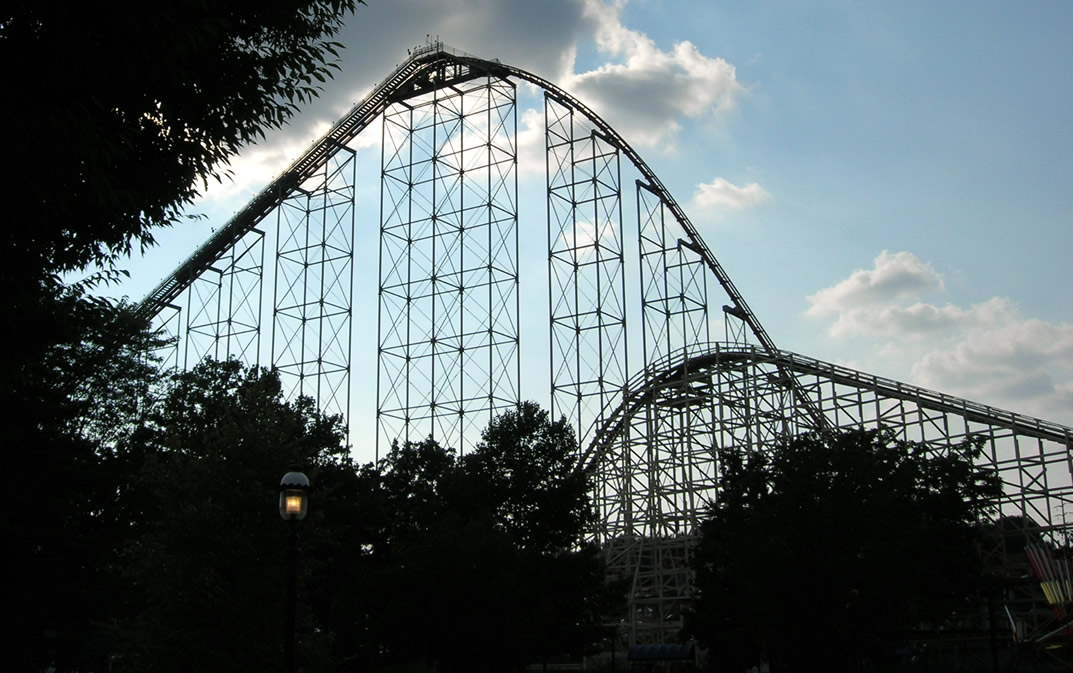
ドーニーパーク & ワイルドウォーター・キングダムのローラーコースター2基

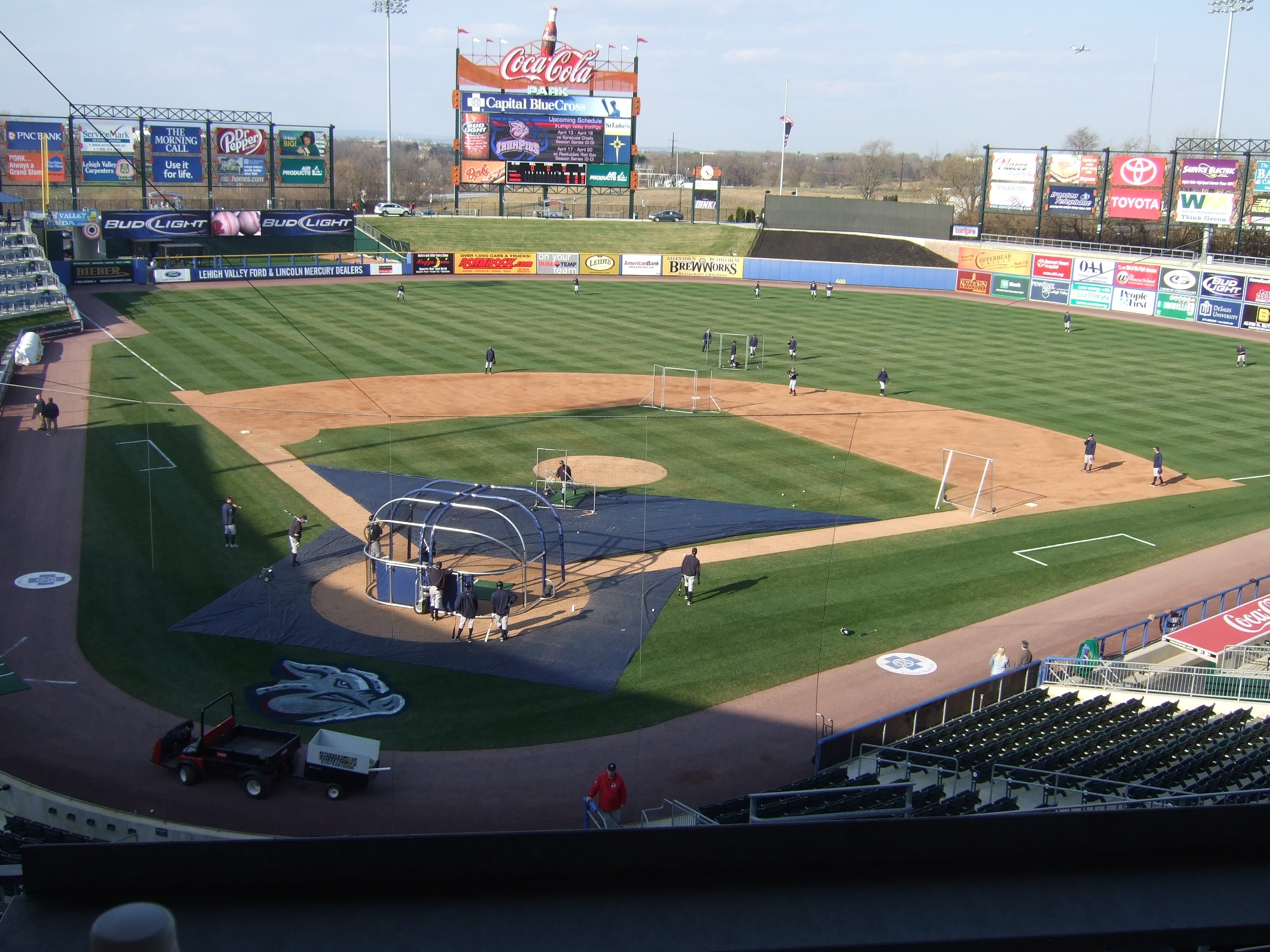
アレンタウンのコカ・コーラ・パーク、リーハイバレー・アイアンピッグスの本拠地

郡内の自治体は地区公園から遊技場まで、郡、市、タウンシップなどが開発した公共レクリエーションのスペースを確保している。下記のリストは広さ25エーカー (100,000 m2) 以上の公共公園である。
- シーダークリーク・パークウェイ、アレンタウン、広さ127エーカー (0.51 km2)、ミューレンバーグ湖やW・グロス・ローズガーデンがある、メイフェアが毎年5月に開催される
- シーダークリーク・パークウェイ・イースト、サウスホワイトホール・タウンシップ、広さ37.5エーカー (152,000 m2)、ヘインズ・ミル博物館がある
- シーダークリーク・パークウェイ・ウェスト、サウスホワイトホール・タウンシップ、広さ261エーカー (1.06 km2)
- カバード・ブリッジ公園、サウスホワイトホール・タウンシップ、広さ165エーカー (0.67 km2)、屋根付き橋が2つある
- ジョーダンクリーク・パークウェイ、ホワイトホールとサウスホワイトホール・タウンシップ、広さ296.1エーカー (1.198 km2)

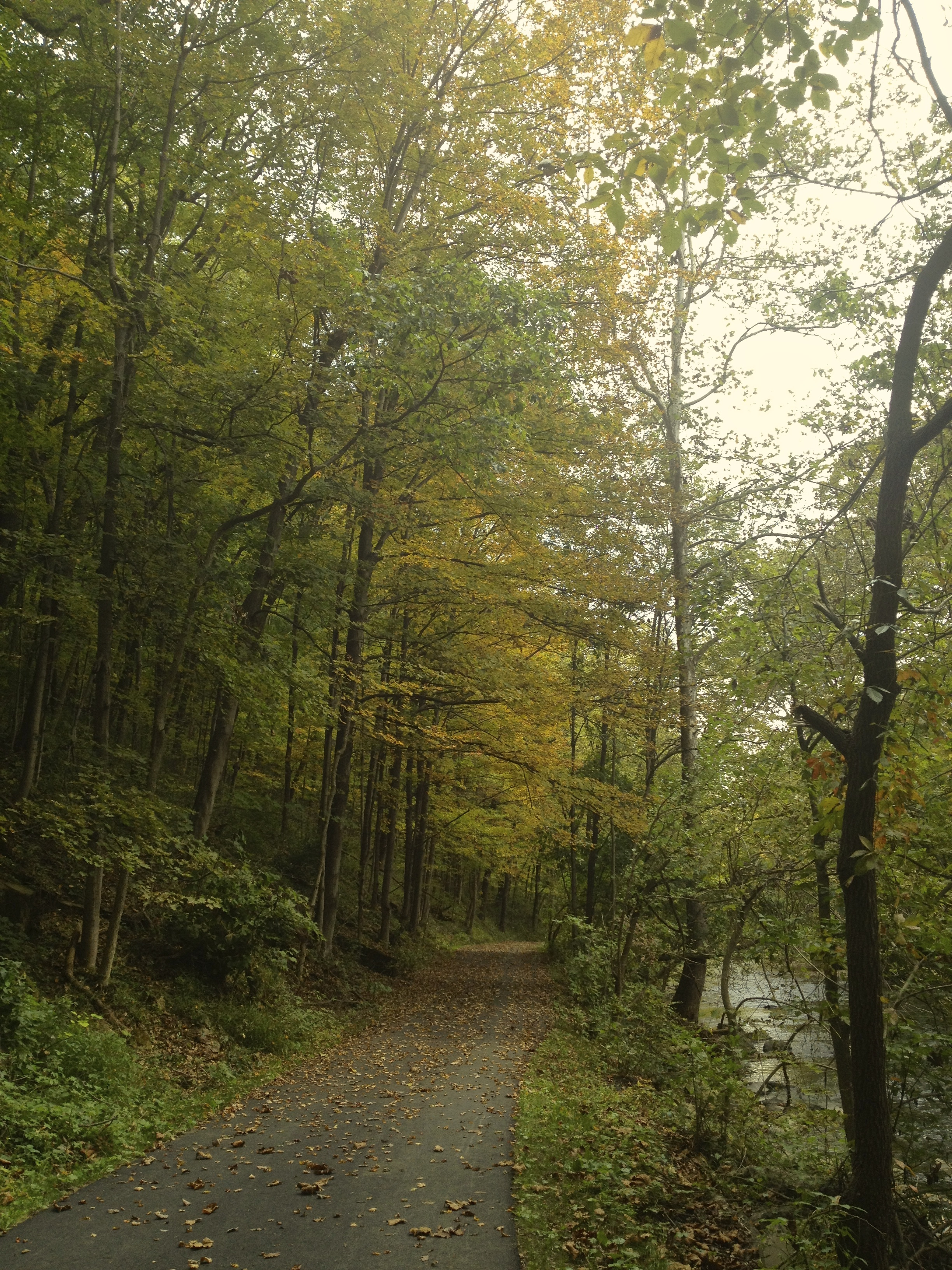
ジョーダンクリーク・パークウェイ

- リーザー湖、リン・タウンシップ、広さ540.5エーカー (2.187 km2)、郡が所有する227.6エーカー (0.921 km2) のレクリエーション地域と、州魚類委員会が所有する117エーカー (1.266 km2) の湖
- リーハイ運河公園、アレンタウン、広さ55エーカー (220,000 m2)
- リーハイ・パークウェイ、アレンタウン、広さ999エーカー (4.04 km2)

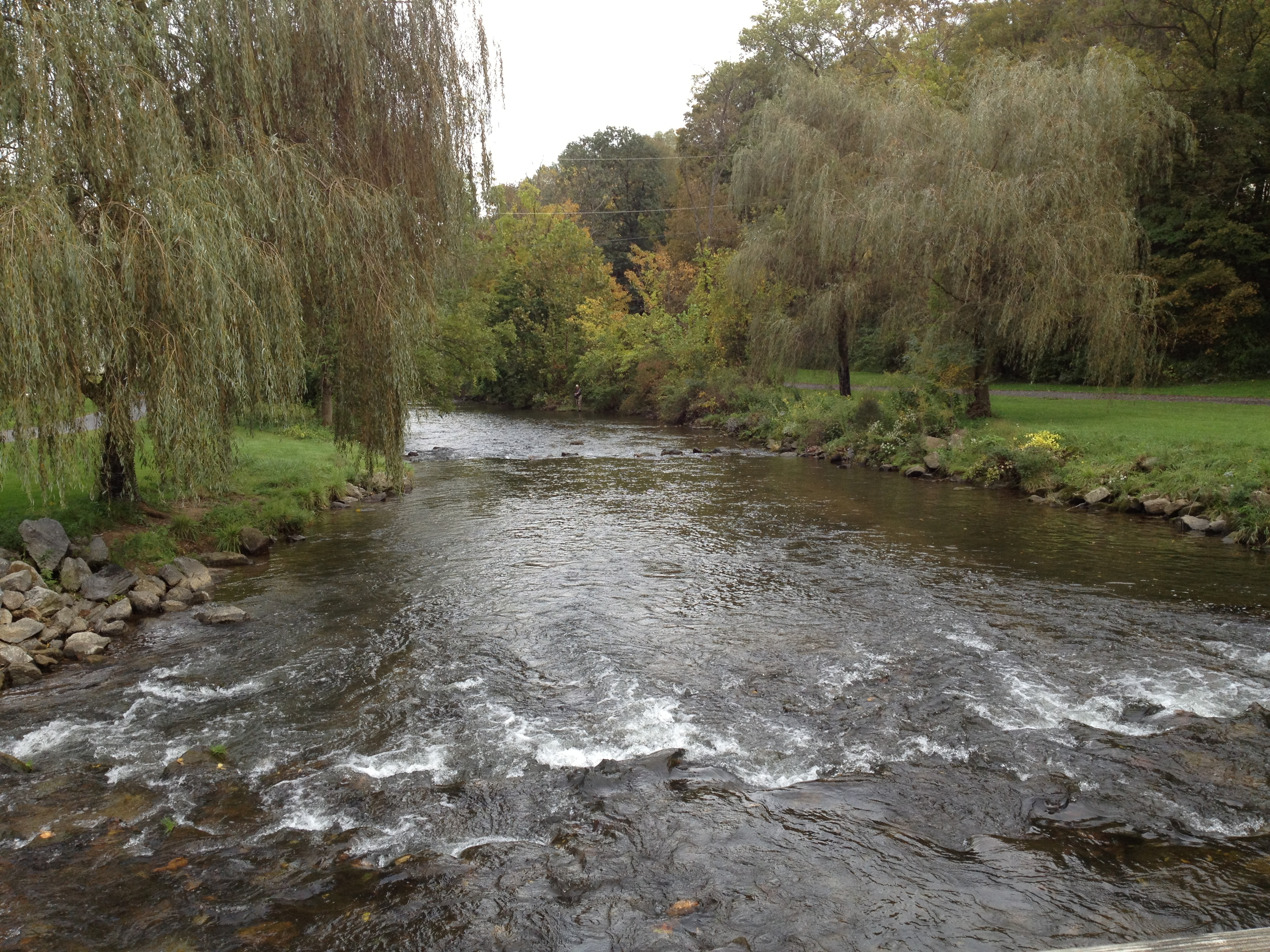
リーハイ・パークウェイ

- ロックリッジ公園、アルバーティス、広さ59.2エーカー (240,000 m2)、ロックリッジ・ファーネス博物館がある
- ローワー・マカンジー・タウンシップ・コミュニティ公園、ローワー・マカンジー・タウンシップ、広さ56エーカー (230,000 m2)
- ボブ・ロデール・サイクリング・アンド・フィットネス公園、アッパー・マカンジー・タウンシップ、広さ103.4エーカー (0.418 km2)
- サウスマウンテン・ビッグロック公園、アッパーソーコンとソールズベリー・タウンシップ、広さ57.1エーカー (231,000 m2)
- トレクスラー記念公園、アレンタウン、広さ134エーカー (0.54 km2)
- トレクスラー自然保護区、広さ1,108エーカー (4.48 km2)、リーハイ・バレー動物園がある
- アッパー・マカンジー公園、アッパー・マカンジー・タウンシップ、広さ156.2エーカー (0.632 km2)
- ホワイトホール・パークウェイ、ホワイトホール・タウンシップ、広さ110エーカー (0.45 km2)、長さ9マイル (14 km) の鉄道跡トレイルに繋がる

## 著名な出身者
- ミカエラ・コンリン、舞台とテレビの女優、BONES -骨は語る-に出演
- ビリー・キッドマン、プロレスラー
- リー・アイアコッカ、クライスラー社の元会長
- キース・ジャレット、ジャズミュージシャン
- ヴァルヴァラ・レプチェンコ、プロのテニス選手
- アマンダ・サイフリッド、モデル、女優、 CWテレビジョンネットワークのヴェロニカ・マーズに出演
- クリスティン・テイラー、女優、俳優ベン・スティラーの妻